# Médiathèques de Saint-Étienne
Le réseau de médiathèques municipales de Saint-Étienne est une bibliothèque municipale classée.
Il comprend une médiathèque centrale, située dans le quartier de Tarentaize, six annexes et deux bibliobus. Les médiathèques municipales de Saint-Étienne proposent plus de 527 000 documents, dont plus de 378 000 en libre accès. Le réseau accueille près de 15 000 inscrits et enregistre près d'un million de prêts d'ouvrages chaque année.

## Histoire

### Création
Les premiers fonds de la bibliothèque sont issus des saisies effectuées lors de la Révolution à la suite des décrets des 2 et 14 novembre 1789. Ils proviennent notamment des couvents des capucins, des minimes et de la Société des prêtres de Saint-Étienne. Ces premières collections sont stockées mais ne sont pas exploitées ou rendues accessibles jusqu'en 1831, date à laquelle Auguste Brun devient le premier bibliothécaire de la ville. La bibliothèque s'installe alors dans l'Hôtel de Ville, et ouvre au public en 1834, un jour par semaine.
En 1842, Jean-Antoine de la Tour-Varan devient bibliothécaire  et entreprend d'étendre les collections, qui passent en vingt ans de 2 700 volumes à plus de 7 000. En 1861, la bibliothèque déménage au Palais des Arts, où elle reste jusqu'en 1959. Elle est alors ouverte au public tous les jours de la semaine. La consultation n'est possible que sur place, le prêt à domicile n'étant pas autorisé.
En parallèle, deux bibliothèques populaires, destinées aux lecteurs de milieux plus modestes, sont créées dès 1866. Elles deviendront un siècle plus tard les premières annexes de la bibliothèque municipale. Ces deux bibliothèques sont situées rue de la Vierge et place Jacquard. Elles font rapidement scandale, car elles proposent des « publications malsaines, antisociales et antichrétiennes », juge la bourgeoisie de la ville. Le scandale remonte jusqu'à Victor Duruy, ministre de l'Instruction publique, qui les autorise. Elles ferment néanmoins rapidement, avant que leurs fonds soient rassemblés au théâtre municipal.

### Diversification des fonds et extension du réseau
Tout au long du XIXe siècle, les bibliothécaires successifs s'efforcent d'enrichir le fonds local forézien, conduisant à l'ouverture en 1889 de la salle forézienne. La bibliothèque acquiert ainsi une partie de la bibliothèque de Louis Chaleyer en 1893, à l'époque la bibliothèque la plus importante concernant le Forez et les auteurs foréziens, ou encore les portraits de Foréziens rassemblés par Joseph Delaroa.
À côté des documents foréziens, qui constituent la priorité d'acquisition, Joseph Maissiat, bibliothécaire de 1896 à 1906, commence également à constituer un fonds généraliste.[réf. nécessaire] Avec la IIIe République opportuniste, les bibliothèques de lecture populaire se multiplient, et on en compte 25 en 1940, installées dans les écoles de garçons et ouvertes au public. Elles sont soutenues par certains maires, et demandées par les ouvriers qui pétitionnent quand leur quartier n'en est pas doté. Le fonds de ces bibliothèques évolue : aux ouvrages de vulgarisation qui dominent dans les années 1880-1890, s'ajoutent majoritairement des romans et autres livres distrayant au XXe siècle.
Au début du XXe siècle, l'élargissement des collections entraîne un problème de manque de place, pallié temporairement par des travaux d'agrandissement du Palais des arts en 1919.

### Régime de Vichy
Sous le régime de Vichy, les bibliothèques municipales font l'objet d'une censure. À Saint-Étienne, elle est particulièrement précoce : Amédée Guyot, président de la délégation spéciale (qui remplace le maire Front populaire), les ferme dès novembre 1940, précédant de plusieurs mois les instructions ministérielles. Début 1941, la commission de censure municipale dresse une liste de 631 titres à exclure des rayonnages des bibliothèques populaires (sur les 1800 au catalogue, représentant 5 % des livres effectivement en rayons). Les livres concernés sont surtout des livres de penseurs d'extrême-gauche (peu nombreux dans ces bibliothèques de lecture publique), anticléricaux (Paul Bert, Charles Sauvestre...), ou des romanciers « immoraux » : romans sentimentaux, d'auteurs homosexuels comme Gide, Colette ou Wilde, ou encore ceux à la langue trop éloignée des canons du beau, comme Zola, Maupassant, Poulaille, Carco et d'autres. Les mauvais genres comme le policier et la science-fiction sont également censurés. Ces 1800 livres sont pilonnés en décembre 1942.

### Depuis laSeconde Guerre mondiale
La bibliothèque déménage en 1959 à l'Hôtel Colcombet, situé rue du Lieutenant Morin[réf. incomplète]. À la même époque, la mairie commence à fermer les bibliothèques de lecture populaire.
Avec le développement de la notion de lecture publique en libre accès après la Seconde Guerre mondiale, la bibliothèque ouvre une section de lecture publique adultes en 1961, qui sera suivie d'une section de lecture publique jeunes en 1970.
Dans le souci d'assurer une plus grande proximité avec la population, la première annexe de la bibliothèque municipale ouvre à Beaulieu en 1966 et un premier bibliobus dessert différents quartiers de la ville à partir de 1968.
Les années 1980 et 1990 voient l'ouverture des autres annexes et en 1993, la bibliothèque principale est déménagée à Tarentaize.

## Sites
La bibliothèque s'organise en un réseau de six annexes et deux bibliobus, implantés autour de la médiathèque centrale de Tarentaize.

### Médiathèque de Tarentaize

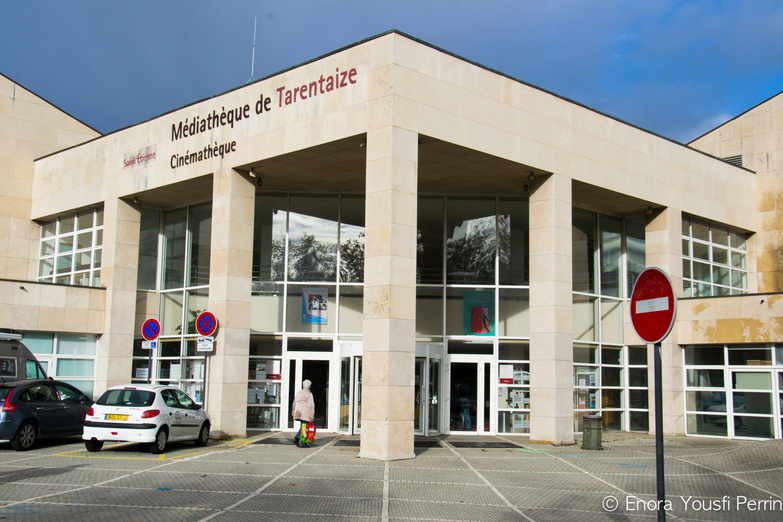
La médiathèque centrale de Tarentaize

C'est la bibliothèque centrale du réseau. Elle a été conçue par l'architecte danois Henning Larsen, en partenariat avec le cabinet d'architecture stéphanois Arch, d'après les mêmes plans que ceux utilisés pour la bibliothèque municipale de Gentofte au Danemark. Elle a été inaugurée le 19 octobre 1993. Située à l'écart du centre-ville, la médiathèque a pour objectif de dynamiser la partie ouest de Saint-Étienne sur le plan culturel.
Elle est de loin la plus grande des médiathèques du réseau, avec une surface de 6 000 m2 sur trois niveaux. L'accueil des publics a lieu au rez-de-chaussée, une mezzanine au premier étage étant également accessible aux usagers comme espace d'exposition. Outre la salle de lecture, le rez-de-chaussée abrite également la cinémathèque et un espace culture multimédia, une salle actualités, une salle d'animation, une salle jeunesse, et une salle consacrée au patrimoine.
Depuis 2015, un rayon spécial consacré aux best-sellers a été ajouté dans la salle de lecture afin de garantir aux lecteurs un accès rapide aux dernières sorties littéraires.

### Médiathèques de quartier
Six médiathèques de quartier sont organisées autour de la médiathèque de Tarentaize, répondant à des logiques de proximité avec les populations de quartiers éloignés du centre-ville. L'un des objectifs de ce choix de localisation, en dehors de la possibilité d'assurer un maillage complet de la ville, est de réaliser une médiation culturelle en faveur de quartiers défavorisés. Ainsi, les annexes de Beaulieu, de la Cotonne et de Solaure sont localisées dans des centres sociaux ou des maisons de quartier.
Toutes les médiathèques proposent des collections adultes et jeunesse, à l'exception de Solaure, uniquement consacrée à la jeunesse.
Il est à noter que la médiathèque de Tréfilerie présente la particularité d'être intégrée dans les  locaux de la bibliothèque universitaire de droit et lettres de l'université Jean Monnet sur le campus de Tréfilerie. Cette situation rare lui permet de bénéficier d'une fréquentation étudiante supérieure à la moyenne des autres bibliothèques de lecture publique.

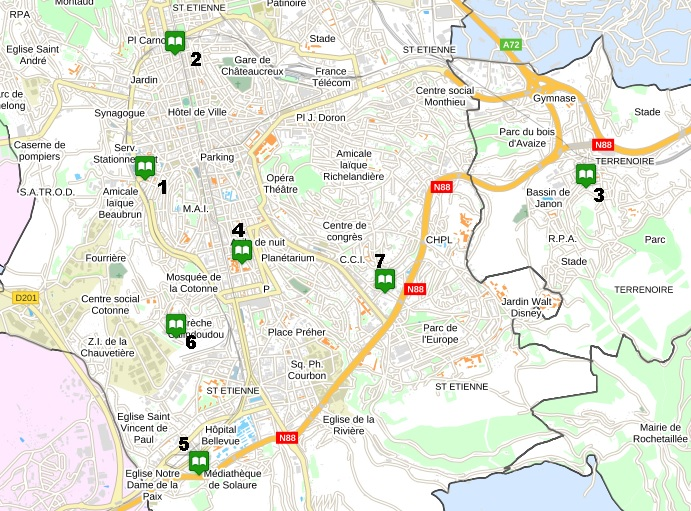
1. Médiathèque de Tarentaize
2. Médiathèque de Carnot
3. Médiathèque de Terrenoire
4. Médiathèque de Tréfilerie
5. Médiathèque de Solaure
6. Médiathèque de La Cotonne
7. Médiathèque de Beaulieu

|  | Médiathèque | Création | Superficie (m²) | Places assises | Ouverture (h/semaine) |
|  | Tarentaize  | 1993     | 7 618           | 349            | 37.5                  |
|  | Carnot      | 1984     | 600             | 40             | 25                    |
|  | Terrenoire  | 1988     | 381             | 30             | 24.5                  |
|  | Tréfilerie  | 1993     | 232             | 20             | 23                    |
|  | Solaure     | 1983     | 174             | 9              | 13.5                  |
|  | La Cotonne  | 1980     | 170             | 20             | 16.5                  |
|  | Beaulieu    | 1966     | 125             | 30             | 18.5                  |

### Bibliobus

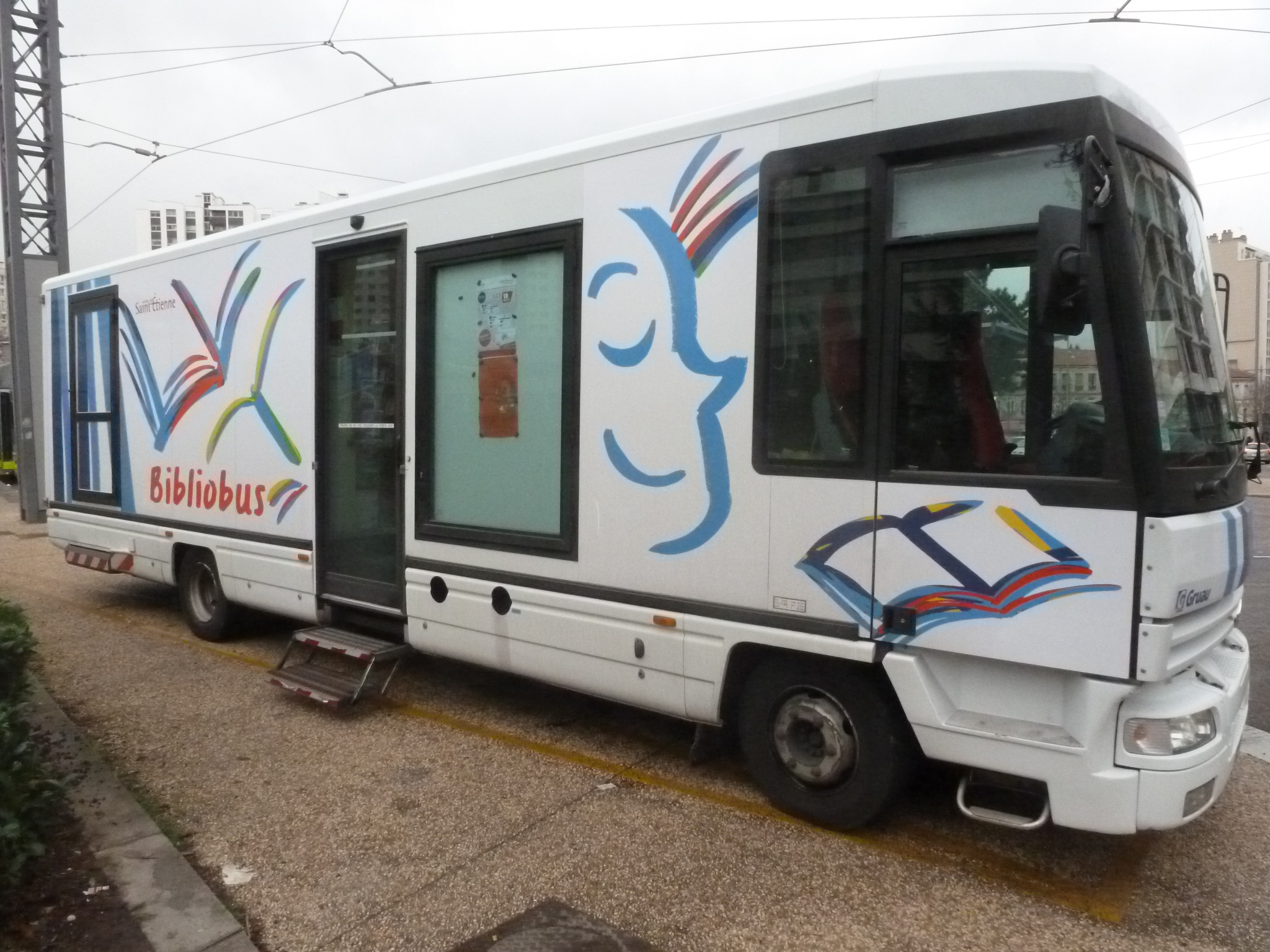
Bibliobus de la Ville de Saint-Étienne

La bibliothèque a mis en place un bibliobus depuis 1968. Actuellement[Quand ?], deux bibliobus sont en circulation : un bibliobus à destination de la jeunesse et un bibliobus à destination des adultes, devenu progressivement tous publics. Ces deux bibliobus assurent des stationnements distincts dans les quartiers de la ville qui ne disposent pas de bibliothèques permanentes. Le bibliobus jeunesse intervient également régulièrement dans les écoles.
Les bibliobus assurent les fonctions traditionnelles de prêt et retour, ainsi que les réservations. Ils sont également inclus dans le système de navettes des documents entre les différentes bibliothèques du réseau. En 2015, 41 196 prêts ont été enregistrés dans les bibliobus.

## Collections

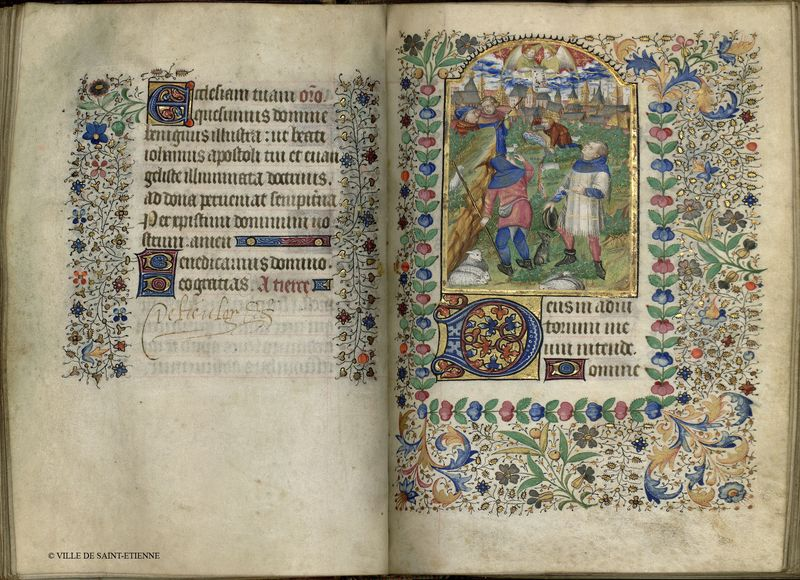
Extrait du Livre d'Heures à l'usage de Bourges

La médiathèque de Tarentaize et ses annexes comportent toutes des collections à destination des adultes et des enfants, sauf la médiathèque de Solaure dont le fonds est exclusivement orienté jeunesse. Concernant la médiathèque de Tarentaize, elle présente ses collections au rez-de-chaussée, sans séparation physique entre les supports. Elle dispose également d'un fonds important de DVD. En tant que bibliothèque municipale classée, la médiathèque de Saint-Étienne gère également des fonds patrimoniaux appartenant à l'État, issus notamment des saisies révolutionnaires. La collection patrimoniale s'est également enrichie à l'aide de dons, de legs et de dépôts. La médiathèque de Saint-Étienne déclare recueillir un fonds de livres anciens (avant 1810) qui s'élève à environ 6 000 œuvres,.
Depuis le XIXe siècle, la bibliothèque s'est donné pour mission de collecter et conserver les ouvrages concernant le Forez et son histoire, ainsi que les romans écrits par des auteurs foréziens. Par conséquent, elle dispose d'un fonds important sur ce sujet, et détient par exemple de nombreuses partitions originales du compositeur Jules Massenet, ou les œuvres de Jules Janin, romancier et critique littéraire célèbre au XIXe siècle.
La bibliothèque possède également une collection importante d'histoire industrielle, ainsi qu'un fonds janséniste provenant du Collège des Oratoriens de Chambles. Cette dernière collection s'est notamment enrichie d'un don de 1 000 volumes en 1869.
La bibliothèque a entrepris un travail de numérisation de son patrimoine, notamment de cartes postales anciennes concernant Saint-Étienne, sa région et l'histoire industrielle, de photographies du Forez ou de catalogues Manufrance. Des manuscrits médiévaux ont également été numérisés, parmi lesquels quatre livres d'heures du XVe siècle et le Roman des sept sages de Rome, du XIVe siècle.

## Actions culturelles
Le premier étage de la médiathèque de Tarentaize comporte une mezzanine accessible au public sur laquelle sont régulièrement organisées des expositions. Les médiathèques de Saint-Étienne organisent également diverses actions culturelles, comme des lectures, des rencontres avec des auteurs de fiction ou d'essais.
Ces événements peuvent être ponctuels mais sont parfois organisés sous forme de cycles. Ainsi, fin 2015, plusieurs rencontres et projections ont été organisées dans le cadre du cycle « Femmes et Histoire ».
Les animations proposées dans la médiathèque centrale de Tarentaize comme dans les annexes peuvent viser des adultes ou des enfants. Ainsi, les médiathèques accueillent 590 classes chaque année. Outre les événements autour des livres, des concerts et des spectacles sont également organisés dans les différentes médiathèques, ainsi que des projections, en partenariat avec la Cinémathèque de Saint-Étienne.
Enfin, les médiathèques sont également présentes à la Fête du livre. À cette occasion, elles animent des rencontres et tables rondes avec les écrivains invités, elles proposent des animations sous le chapiteau réservé à la jeunesse et organisent un prix littéraire jeunesse faisant intervenir des élèves d'école primaire. Les bibliobus assurent également une présence en centre-ville lors de cette manifestation.

## Services

### Réseau Brise
La bibliothèque fait partie du réseau Brise (Bibliothèques en Réseau Informatisé de Saint-Étienne). Créé en 1988, le réseau a pour objectif de mettre en commun toutes les ressources documentaires des bibliothèques de lecture publique et des bibliothèques de l'enseignement supérieur de Saint-Étienne, soit près de quarante unités documentaires[réf. nécessaire]. Depuis une divergence des catalogues en 2001, les ressources sont rassemblées dans deux catalogues accessibles depuis tout établissement membre du réseau, et les personnes disposant d'une carte étudiant peuvent également emprunter dans toute médiathèque du réseau.

### Prêt aux enseignants et aux collectivités
La bibliothèque de Tarentaize abrite (jusqu'en juin 2018) une bibliothèque de prêt aux enseignants et aux collectivités, garantissant aux enseignants, aux étudiants et aux collectivités (crèches, centres de loisirs, associations) des collections adaptées à leurs besoins pédagogiques. En 2013, 560 instituteurs et enseignants ont utilisé ce service, en empruntant 78 000 documents.

### Navette
Le réseau des médiathèques stéphanoises a mis en place un système de navette entre ses différentes bibliothèques et annexes. Ce système, inauguré en 2011, permet aux utilisateurs de retirer et de rendre des documents de tout genre d'une bibliothèque du réseau (y compris les bibliobus) dans n'importe quelle autre bibliothèque du réseau. En 2015, on dénombrait 85 054 utilisations de ce service, soit 8,85 % du total des opérations de prêt et retour, contre 52 272 en 2011 (5,20 %).

### Pour les personnes à mobilité réduite
Outre le système de navettes et les bibliobus, la médiathèque assure le portage à domicile de documents pour plusieurs dizaines d'usagers dont l'âge ou l'état de santé les empêchent de se déplacer en bibliothèque. La médiathèque a également développé un fonds de livres en gros caractères.
Enfin, des travaux ont été réalisés à différents niveaux pour faciliter l'utilisation des équipements par les personnes à mobilité réduite : installation de postes réservés dans l'Espace Public Numérique à Tarentaize, installation d'une entrée pour fauteuils roulants à La Cotonne et aménagement à Terrenoire de toilettes réservées.

### L'@telier numérique, EPN (créé sous le label Espace Culture Multimédia, ECM)
Un Espace Multimédia a ouvert en 2003 au sein de la médiathèque de Tarentaize. Il assure des ateliers multimédia pour adultes (inscrits à la médiathèque), par exemple des formations d'introduction à l'informatique, à la navigation sur internet et aux outils de bureautique. Depuis 2013, l'EPN assure également des animations hebdomadaires autour des jeux vidéo, dans la médiathèque de Tarentaize et dans les annexes. Enfin, l'EPN propose des ateliers multimédia à destination de personnes en situation de handicap, en partenariat avec différentes associations comme Vivre la Vie ou le Centre d'Accueil Thérapeutique à Temps Partiel.

### Développement de ressources numériques en accès à distance
La médiathèque développe depuis plusieurs années une offre documentaire en ligne : Tout Apprendre (auto-formation), le Kiosk (bouquet de revues et magazines grand public depuis 2013), Europresse (base de quotidiens et de revues français et internationaux depuis 2014). Ce développement se poursuit actuellement.

#### Livres numériques
La médiathèque a lancé en janvier 2016 un service de prêt de livres numériques. Le catalogue actuel contient plus de 1000 œuvres.

#### 1D Touch

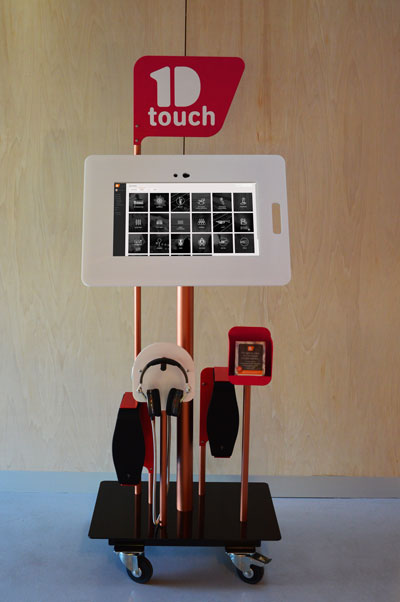
Borne 1D Touch

1D Touch est une plateforme de diffusion en streaming proposant des contenus culturels indépendants. Développée par la société stéphanoise 1D Lab, elle est basée sur un modèle économique équitable. La médiathèque offre à ses utilisateurs un accès à cette plateforme, contenant environ 1 million de morceaux musicaux. Depuis fin 2015, la médiathèque de Tarentaize dispose également d'une borne destinée à la navigation et à l'écoute de musique sur 1D Touch.

### Cinémathèque
La médiathèque de Tarentaize abrite également la cinémathèque de Saint-Étienne, qui est la plus ancienne de province (1922). C'est la seule cinémathèque de France à se trouver au sein d'une bibliothèque municipale, cette configuration facilitant la réalisation d'actions culturelles communes.

## Liste des directeurs
- 1831-1842 : Auguste Brun
- 1842-1864 : Jean-Antoine de la Tour-Varan
- 1864-1866 : pas de bibliothécaire
- 1866-1870 : Ephrem Candy
- 1870-1873 : pas de bibliothécaire
- 1873-1874 : Javelin Pagnon
- 1874-1881 : Claude-Philippe Testenoire-Lafayette
- 1881-1888 : Jean-Baptiste Galley
- 1888-1896 : J-M Canel et Joseph Maissiat
- 1896-1906 : Joseph Maissiat
- 1906-1947 : Pierre Lévêque
- 1947-1950 : P. Julian
- 1950-1955 : F. Ménard
- 1955-1965 : Mauricette Simon
- 1966-1986 : Annie Monginoux
- 1986-1991 : François Larbre
- 1992-2019 : François Marin
- 2019 : Axelle Redon